# Unione Sportiva Livorno 1915
La Unione Sportiva Livorno 1915 es un club de fútbol de Italia, con sede en Livorno, en la región Toscana. Fue fundado en 1915, y refundado en varias ocasiones. Compite en la Serie C, tercera categoría del fútbol italiano.

## Historia
El club fue fundado en 1915 como Unione Sportiva Livorno, siendo presidente Nicola Pigliacampi. En la temporada 1942-43 finalizó subcampeón de la Serie A. Su última temporada en la máxima categoría italiana fue la 2013-14.

## Estadio
El Livorno disputa sus encuentros de local en el Estadio Armando Picchi, con capacidad de 19.238 espectadores. Fue inaugurado en 1935.

## Jugadores

### Dorsales retirados
- 25, en memoria de Piermario Morosini, quien falleció el 14 de abril de 2012, tras sufrir un paro cardíaco en un encuentro entre el Livorno y el Pescara Calcio.[1]

## Palmarés

### Torneos nacionales
- Serie B (2): 1932-33, 1936-37
- Scudetto de la Serie D (1): 2024-25

### Torneos interregionales
- Campionato de la Italia Centro-Meridional: 1919-20
- Serie C (3): 1963-64 (Grupo B), 2017-18 (Grupo A)
- Copa Italia de la Serie C (1): 1986-87
- Serie C1 (1): 2001-02 (Grupo A)
- Serie C2 (1): 1983-84 (Grupo A)
- Serie D (1): 2024-25 (Grupo E)

### Torneos regionales
- Eccellenza Toscana (1): 1991-92, 2021-22 (Grupo B)
- Copa Italia de Aficionados Toscana (1): 1991-92

## Participación en competiciones de la UEFA
| Temporada | Torneo   | Ronda   | Club          | Casa | Visita | Global   | Ref.  |
| --------- | -------- | ------- | ------------- | ---- | ------ | -------- | ----- |
| 2006–07   | UEFA Cup | 1       | Pasching      | 2–0  | 1–0    | 3–0      | [ 2 ] |
| 2006–07   | UEFA Cup | Grupo A | Rangers       | 2–3  |        | 3° Lugar | [ 2 ] |
| 2006–07   | UEFA Cup | Grupo A | Partizan      |      | 1–1    | 3° Lugar | [ 2 ] |
| 2006–07   | UEFA Cup | Grupo A | Maccabi Haifa | 1–1  |        | 3° Lugar | [ 2 ] |
| 2006–07   | UEFA Cup | Grupo A | Auxerre       |      | 1–0    | 3° Lugar | [ 2 ] |
| 2006–07   | UEFA Cup | 1/16    | Espanyol      | 1–2  | 0–2    | 1–4      | [ 2 ] |

## Aficionados y rivales
Los seguidores de Livorno están ligados históricamente al Partido Comunista Italiano, lo cual se puede apreciar en cada partido de esta escuadra. Su máximo ídolo es Cristiano Lucarelli, quien también ha dicho ser comunista e incluso celebró un gol en la Selección italiana sacándose la camiseta y mostrando una imagen del revolucionario argentino Che Guevara. La hinchada de Livorno lleva banderas con la hoz y el martillo (símbolo del comunismo) y del Che Guevara, y canta canciones como Bella ciao. Por eso, los hinchas livorneses tienen una gran rivalidad con los de Lazio, ya que estos son de ideología fascista . Los ultras del club llevan el nombre de Ultras Fossa.
La principal rivalidad es con los aficionados del Pisa. También es rival con las hinchadas de otros clubes toscanos como Siena, Arezzo o Lucchese. 
Los livorneses están hermanados con los seguidores de Olympique de Marsella y AEK Atenas. Además hay una amistad antifascista con los hinchas de Celtic y Virtus Verona. También hay buenas relaciones con las hinchadas de Ternana, Cosenza y Pescara.